# أم القطين

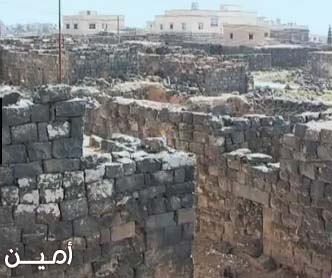
منظر عام حديث للمنطقة الاثرية

بلدة أم القطين، إحدى بلدات محافظة المفرق التي تقع شرق المملكة الأردنية الهاشمية، تبعد إلى الشرق من المفرق حوالي 42 كم.

## التسمية
لقد توالت التسميات على منطقة أم القطين، وذلك تبعاً للحقب الزمنية المتلاحقة، وقد سميت فيما سبق:
- تاتا.
- الضبيعية.
- جفنة
- أم القطين.

وسبب تسمية أم القطين يعود إلى روايتين، الرواية الأولى وتقول: عند اتحاد المدن في عهد المماليك وإنشاء الديكابوليس تم إطلاق هذه التسمية، كمركز للقوافل التجارية، وتقول الرواية الأخرى أن السبب يعود إلى أنها كانت مركزًا للتين المجفف (القطين).
ويذكر أن منطقة أم القطين كانت من المناطق الأكثر خصوبة قديماً، وكانت تزخر بالغابات والمساحات الخضراء، ولكن مع موجات الجفاف والقحط اندثر غطاؤها الأخضر تماماً، وأصبحت أرضا ً شبه صحراوية، تفتقر إلى الغطاء النباتي الكافي كما كان قديماً.
ومن القصص المشهورة، قصة الأعمى الذي قدم راكباً على دابته، وعندما وصل إلى أم القطين خفض رأسه، وعندما قام من معه بسؤاله عن السبب، أجاب: «خوفا ً من أن يصطدم رأسه بأشجارها الكثيفة»، وهذا من الأدلة على وجود ثروة حرجية قديمة في أم القطين، والتي سرعان ما تلاشت مع مرور الزمن.

## أهمية الموقع
تقع أم القطين أو كما تسمى (سوسنة البادية، وعروسها)، على الخط الرئيس الشمالي الموازي لخط بغداد (الواصل بين محافظة المفرق ومدينة بغداد العراقية)، وترتفع عن سطح البحر أكثر من 900 م، وتربطها العديد من الطرق التجارية مع بصرى الشام والأزرق بالإضافة إلى العديد من المناطق المجاورة.

## تاريخ وآثار
تعود جذور الاستيطان إلى العصرين الحجري والنحاسي في الفترة النبطية، ومن أهم نقوشها نقش مؤرخ لعام 93 م باسم الملك النبطي «رابيل»، وقد تأثرت المدينة الأثرية بعدة زلازل كان من أهمها زلزال عام 749 م، كما وتحتوي منطقة أم القطين الأثرية على العديد من الشواهد التاريخية التي تدل على أنها كانت مهداً لحضارات رومانية متعاقبة، عاشت أم القطين في ظلالها فترةً من الزمن ليست بالقليلة.
وقد اكتشف مؤخرًا العديد من المعالم التاريخية في هذه المدينة الأثرية، وكان لهذه الاكتشافات أعظم الأثر في توجيه العديد من الأنظار إلى أهمية أم القطين كحاضرة تاريخية لماضٍ جميل.

### جبلا (قعيس ومقاعس)
يُقال إن «جبل قعيس» كان يسمى قديماً «جبل قيس»، نسبة إلى شاعر الحب العذري قيس بن الملوح (مجنون ليلى)، كما ويقال أن قبيلة قيس كانت تسكن في هذه المنطقة، ومع المدة تغير الاسم من «جبل قيس» إلى «جبل قعيس».

## تواريخ مهمة ذاكرة البلدة
- 1932: بناء أول مركز أمني يتكون من قوات البادية الملكية.
- 1940: بداية التوجه إلى الزراعة في العصر الحديث.
- 1952: ترميم برك أم القطين من قبل السكان.
- 1952: إنشاء أول مدرسة للذكور، وتعتبر من أقدم مدارس البادية الشمالية.
- 1956: زيارة الملك الراحل الحسين بن طلال أم القطين.
- 1958: إنشاء أول مدرسة للإناث.
- 1958: أول سند تسجيل في أراضي ام القطين.
- 1962: افتتاح أول عيادة صحية.
- 1965: افتتاح شعبة البريد.
- 1972: إنشاء أول مجلس قروي، برئاسة الشيخ: بخيت المعرعر.
- 1975: إنشاء ثاني مجلس قروي، برئاسة: دهر الدرويش.
- 1976: إنشاء ثالث مجلس قروي، برئاسة المختار (لقب): حسن الدحدل.
- 1978: بناء أول مسجد في البلدة (الحي الشمالي).
- 1978: وصول الكهرباء إلى البلدة (شركة خاصه).
- 1979: إنشاء رابع مجلس قروي، برئاسة الشيخ: محمد بخيت المعرعر.
- 1980: إنشاء مركز صحي أم القطين الشامل.
- 1983: إنشاء خامس مجلس قروي، برئاسة الشيخ: محمد بخيت المعرعر.
- 1983: وصول الكهرباء إلى ام القطين (حكومية).
- 1984: إنشاء بلدية ام القطين.
- 1984: أول مخطط تنظيمي لام القطين.
- 1984: أول شبكة مياه في ام القطين.
- 1985: إنشاء سادس مجلس قروي، برئاسة: خلف المحاسنة.
- 1996: افتتاح أول مركز تحفيظ القران الكريم، ثم أصبح فرعًا للبادية الشمالية فيما بعد.
- 2002: افتتاح محطة المعرفة وتكنولوجيا المعلومات.
- 2004: افتتاح مركز دفاع مدني ام القطين.
- 2005: افتتاح مكتب التنمية الاجتماعية.
- 2006: افتتاح صرح الشهيد.
- 2007: افتتاح مركز البادية البيئي التعليمي (حديقة الحيوانات).